# EPrints
Pour les articles homonymes, voir eprint.
EPrints est un paquetage/logiciel de type free/Libre Open Source Software permettant de construire des dépôts en libre accès compatibles avec l'Open Archives Initiative Protocol for Metadata Harvesting. Il possède plusieurs options régulièrement offertes dans le domaine de la gestion électronique des documents. Il est principalement utilisé dans le domaine des dépôts institutionnels ainsi que par les revues scientifiques.
EPrints a été développé par l'University of Southampton School of Electronics and Computer Science (en) et a été lancé sous la licence publique générale GNU. Bien que la version de base du logiciel soit en anglais, cette dernière est, du moins en partie, disponibles dans d'autres langues telles l'allemand, le bulgare, l'espagnol, le français, l'hongrois, l'italien, le russe et l'ukrainien.
Le logiciel EPrints ne doit pas être confondu avec « eprints » (ou e-prints), qui désigne les prépublications (avant qu'elle ne soit évaluée par les pairs) et avec « postprints (en) », qui désigne les publications révisées par les pairs.

## Histoire
EPrints a été créé en 2000 à la suite du lancement, lors d'une conférence d'Open Archives en 1999, des bases de ce qui deviendra Open Archives Initiative Protocol for Metadata Harvesting,.
Le logiciel est bien accueilli et devient l'un des plus utilisés dans le domaine des dépôts institutionnels. Il inspire le développement d'autres logiciels semblables.
La troisième version est lancée officiellement le 27 janvier 2007 lors de l'Open Repositories 2007 Conference. Cette version est décrite par ses développeurs comme présentant une avancée significative.

## Technologie
EPrints est une application web avec une interface en ligne de commande basée sur LAMP, mais écrite en Perl plutôt qu'en PHP. Fonctionnant sous Linux, Solaris et OS X, une version pour Microsoft Windows a été lancée le 17 mai 2010.
La version 3 a introduit des plugins permettant d'importer et d'exporter des données, de convertir des objets (pour l'indexation par les moteurs de recherche) ainsi que d'avoir des widgets.
Configurer un dépôt EPrints implique de modifier la configuration des fichiers afin qu'ils soient compatibles avec Perl ou Extensible Markup Language. L'apparence du dépôt est contrôlée par des modèles HTML, des feuilles de style en cascade et des appels d'images en code.